# Margaret Sutherland
Pour les articles homonymes, voir Sutherland.
Margaret Ada Sutherland AO OBE (20 novembre 1897 - 12 août 1984) est une compositrice australienne.

## Biographie
Margaret Ada Sutherland nait le 20 novembre 1897 à Adélaïde,. Son père, George Sutherland (en), journaliste et écrivain, est membre d'une éminente famille écossaise australienne, il est également pianiste amateur. Elle a pour tante la peintre Jane Sutherland et pour oncle le physicien et mathématicien William Sutherland. Sa sœur, Ruth Sutherland, est peintre et écrivain.
Son premier professeur de piano est une autre de ses tantes, Julia Sutherland (1861-1930), élève de Louis Pabst, un émigré allemand alors considéré comme le principal professeur de piano de Melbourne (lui-même élève d'Anton Rubinstein, et premier professeur de Percy Grainger). Élève à la Baldur Girls’ Grammar School, Kew, elle a pour professeur Mona McBurney ; McBurney est peut-être la première à lui avoir fait réaliser qu'une femme pouvait être compositrice plutôt que de se cantonner aux rôles féminins traditionnels de professeur ou de pianiste.
Après avoir reçu une bourse lors d'une audition où elle joue sa propre sonate pour piano, elle rentre au conservatoire de Melbourne où elle étudie avec Edward Goll (piano) and Fritz Hart (composition),. Furieuse du renvoi de Goll car « étranger ennemi », elle le suit en 1915 au conservatoire de musique de l'université de Melbourne. Elle y obtient une nouvelle bourse pour poursuivre ses études avec lui. Elle n'a jamais obtenu de prix officiels pour ses études musicales et en est venue à mépriser les diplômes et les examens, les considérant comme des carcans qui empêchent un développement artistique véritablement spontané. Sous la tutelle de Goll, cependant, elle devient une excellente pianiste et devient également professeur de piano à temps partiel au Presbyterian Ladies' College de Melbourne (1918-23), puis au conservatoire de l'université de Melbourne (1923-38).
Elle part ensuite étudier en Europe en 1923, à Londres, puis à Vienne et à Paris,. Encore une fois elle refuse de s'inscrire dans une institution et préfère poursuivre des études privées et observer la scène musicale. Elle a durant cette période pour maitre Arnold Bax,. C'est alors qu'elle étudie avec lui qu'elle compose sa sonate pour violon et piano, Bax décrit cette pièce comme « le meilleur travail d'une femme que je connaisse »,.
Elle retourne à Melbourne en 1925 et le 30 janvier 1927, à Camberwell, elle épouse le médecin et psychiatre Norman Arthur Albiston. Ils ont un fils (Marc, 1928) et une fille (Jennifer, 1930, qui mourra avant sa mère),. Le mariage ne durera pas et ils divorceront en 1948. Bien que Norman soit un amoureux de la musique, il croit qu'une femme aspirant à être compositrice a des problèmes mentaux et de fait à un moment discute de l'état mental de sa femme avec Félix Werder,.
Outre ses activités de compositrice, d'interprète et d'enseignante, Sutherland devient dès le début des années 1940 une lobbyiste active et influente pour la promotion des compositeurs australiens, de la musique australienne, de l'éducation musicale et des arts. Elle milite dans les années 1940 pour réserver le site de ce qui allait devenir le Victorian Arts Centre. Elle a été membre du Comité consultatif australien de la musique pour l'UNESCO. Avec un autre compositeur australien, Don Banks, lors de son deuxième voyage en Europe en 1951-52, elle contribue à la création en Grande-Bretagne de l'Australian Musical Association, un organisme créé pour aider les musiciens australiens étudiant à l'étranger, pour organiser des concerts d'œuvres de compositeurs australiens et pour constituer une bibliothèque de partitions de musique australienne à l'Australia House à Londres.
Un accident vasculaire cérébral sévère et une vue qui se détériore gravement mettent fin à sa carrière de compositrice en 1969.
Sutherland meurt le 12 août 1984 à Armadale, Melbourne, et est incinérée,. Un concert commémoratif de ses chansons et de sa musique de chambre est donné le 1er octobre 1984 dans le foyer du Melbourne Concert Hall qui venait d'être achevé, et un hommage est rendu pour le rôle de Sutherland dans la genèse du Victorian Arts Centre.

## Honneurs
C'est pendant sa retraite forcée que son travail reçoit une reconnaissance officielle tardive. L'Université de Melbourne lui décerne un doctorat honorifique de musique en 1969.
Elle est nommée Officier de l'Ordre de l'Empire britannique (OBE) lors des Birthday Honours de la Reine de 1970. Elle reçoit la Médaille de Jubilé d'Argent de la Reine Elizabeth II en 1977. Elle est nommée Officier de l'Ordre d'Australie lors des Birthday Honours de la Reine en 1981.

## Œuvres
Les critiques considèrent Sutherland comme l'un des compositeurs les plus importants de la période post-coloniale de l'Australie.
Sutherland a composé des œuvres dans presque tous les genres mais s'est concentrée en particulier dans la musique de chambre. Ses œuvres principales sont une symphonie, The Four Temperaments (orchestrée par Robert W. Hughes en 1964), des concertos pour plusieurs instruments (dont le violon), un poème symphonique intitulé Haunted Hills (1953) et l'opéra de chambre The Young Kabbarli (en) (1964 ; livret de Maie Casey (en)).
La création d'orchestres symphoniques d'État sous l'égide de l'Australian Broadcasting Commission dans les années 1940 a sans aucun doute stimulé Sutherland à composer pour ce médium. Malgré la majorité d'œuvres non vocales dans son répertoire, l'une des pièces les plus reconnues de Margaret Sutherland est In the Dim Counties (1936) pour voix et piano (partie de Five Songs). Sutherland met en musique la poésie de Shaw Neilson (en), considéré comme un poète lyrique « pastoral » dont les vers ont une « simplicité de forme et une retenue de l’expression ». Sutherland capture cela à travers des rythmes aigus, une instrumentation légère et « un équilibre musical régulier ».
Elle pensait que les compositrices avaient une sensibilité et des priorités esthétiques différentes de celles des compositeurs masculins, mais que leur contribution n'en était pas moins importante.
Elle n'a jamais aspiré à un style délibérément nationaliste comme l'ont fait certains contemporains, tels que John Antill et Clive Douglas. Pourtant, comme Judith Wright, elle a maintenu une perspective essentiellement intériorisée de l'« australianité » qui, affirmait-elle, devait être une influence ou une imprégnation inconsciente.
- 6 Australian Songs, pour une voix et piano, mise en musique de poèmes de Judith Wright (1950-1962)
  1. Midnight
  2. Winter Kestrel
  3. The Old Prison
  4. Woman's Song
  5. The Twins
  6. Bullocky
- Extension pour piano solo (1967)
- Four Blake Songs, pour une voix et piano (1957)
- Two Chorale Preludes on Bach's Chorales, pour piano solo (1935)
  1. Herzliebster Jesu
  2. Jesu, meine Freude
- In the Dim Counties (1936) pour voix et piano
- Suite on a Theme by Purcell, pour orchestre (1938)
- Concerto pour piano et orchestre (1940)
- Quatuor en dol mineur, pour clarinette, cor, piano et violon alto (1942)
- Quatuor à cordes no 1 (ca1937)
- Quatuor à cordes no 3 (1967)
- 6 Profiles, pour piano seul (1947)
  1. With Animation
  2. Expressively
  3. A Little Fussily
  4. Un peu Fussily
  5. Quietly Flowing
  6. Rhythmically
- Clarinet Sonata, pour clarinette ou violon alto et piano (ca 1948)
- Concert pour orchestre à cordes (1953)
- Contrasts, par 2 violons (1953)
- Haunted Hills (1953), poème symphonique
- Discussion (Quatuor à cordes no 2) (1954)
- The World and the Child, pour voix mezzo et piano ou trio de cordes, texte de Judith Wright (1959)
- Concerto pour violon et orchestre (1960)
- The Four Temperaments (1964), symphonie
- The Young Kabbarli (en) (1964), opéra de chambre, livret de Maie Casey (en)
- Chiaroscuro I & II, pour piano solo (1967)